# Стежарі (Горж)
Стежарі (рум. Stejari) — село у повіті Горж в Румунії. Адміністративний центр комуни Стежарі.
Село розташоване на відстані 194 км на захід від Бухареста, 43 км на південний схід від Тиргу-Жіу, 50 км на північ від Крайови.

## Населення
За даними перепису населення 2002 року у селі проживали 845 осіб, з них 841 особа (99,5%) румунів. Усі жителі села рідною мовою назвали румунську.